# ارپهوو (کارولینای شمالی)
ارپهوو (به انگلیسی: Arapahoe) شهری در ایالت کارولینای شمالی کشور ایالات متحده آمریکا است که جمعیت آن در سرشماری سال ۲۰۱۰ میلادی، ۵۵۶ نفر بوده‌است.